# Rosa de Lima (film)
Pour plus de détails, voir Fiche technique et Distribution.
Rosa de Lima est un film biographique religieux espagnol sorti en 1962, réalisé par José María Elorrieta. Ce film a rendu célèbre María Mahor. 

## Synopsis
Présentation de la vie de sainte Rose de Lima, morte dans la capitale du Pérou qui lui a donné son nom. Elle avait à peine 31 ans lorsqu'elle s'éteignit en 1617. Cette jeune femme, fille de Gaspar Flores, arquebusier espagnol au service du roi Philippe III, et de María de Oliva, deviendrait la principale patronne spirituelle du Nouveau Monde, des Philippines et des Antilles en 1670.

## Fiche technique
- Titre : Rosa de Lima
- Réalisation : José María Elorrieta
- Scénario : Juan Antonio Verdugo, José María Elorrieta, Manuel Sebares
- Musique : Federico Contreras
- Production : C.C. Union[2]
- Photographie : Alfonso Nieva[2]
- Format d'image : couleur[2]
- Montage : Gaby Peñalba[1]
- Pays de production :  Espagne
- Genre : biographique, historique, religieux
- Durée : 97 min
- Dates de sortie :
  - Espagne : 6 novembre 1962[3]

## Distribution
Sauf indication contraire, les informations mentionnées dans cette section peuvent être confirmées par la base de données cinématographiques IMDb,  présente dans la section « Liens externes ».
- María Mahor : Rosa Flores
- Frank Latimore : Don Gil de Cepeda
- Lina Yegros : María, mère de Rosa
- Virgilio Teixeira : Dimas
- Antonio Almorós : Don Carlos
- Tota Alba : Mère supérieure
- Isa Paz : Lucía 'La Gaditana'
- Félix Dafauce : Père prieur
- Aníbal Vela : Don Gonzalo
- Paula Martel : Magdalena
- María Luisa Lamata
- Antonio Hyman
- Teófilo Palou
- Antonio Jiménez Escribano
- Rafael Corés
- Ricardo G. Lilló
- Rafael Vaquero
- Rosario Royo : Joaquina